# 馬卡里夫卡 (波皮利尼亞區)
49°52′46″N 29°17′15″E / 49.87944°N 29.28750°E
馬卡里夫卡（烏克蘭語：Макарівка）是位於烏克蘭北部日托米爾州裏日托米爾區的村莊，始建於1700年，面積3.24平方公里，海拔高度232米，2001年人口1,061人。